# Hieracium moeanum
Hieracium moeanum es una especie de planta con flor del género Hieracium, de la familia Asteraceae, orden Asterales.

## Distribución
Hieracium moeanum se distribuye por Noruega.

## Taxonomía
Fue descrita científicamente por Lindeb.